# 長棘擬鮟鱇
長棘擬鮟鱇（学名：Lophiodes kempi），為輻鰭魚綱鮟鱇目鮟鱇亞目鮟鱇科的其中一種，分布於東大西洋區，從茅利塔尼亞至剛果海域，棲息深度50-400公尺，體長可達40公分，生活在大陸棚及大陸坡，為深海底棲性魚類，屬肉食性，生活習性不明，可做為食用魚。

## 擴展閱讀
維基物種上的相關：長棘擬鮟鱇